# Деси Слава
Деси Слава е българска попфолк, поп и фолклорна певица.
Деси Слава се утвърждава като едно от най-значимите имена на балканската музика. Нейните изпълнения се отличават със силна динамика и дълбока емоционалност, заради което често е наричана Ангелския глас на България. Характерна е със своите еклектични вокални умения, жанрово разнообразие, иновативен подход и универсалност като певица и творец. Притежава изключително богата орнаментика, която изпъква когато представя песни от автентичния български фолклор. В определен етап от кариерата си Десислава използва и псевдонима DESS, с който се изявява в някои проекти в поп и денс музиката, ориентирани към международната публика.[източник? (Поискан днес)]
Във фолклорно отношение Деси Слава е възпитаница и вокална наследница на именитата народна певица Вълкана Стоянова.[източник? (Поискан днес)]

## Биография

### Ранни години
Десислава Иванова Донева е родена на 7 март 1979 година в Раднево, Старозагорско, в семейството на работник в „Мини Марица-изток“ и лаборантка. Майка ѝ е сестра на поп певицата Мими Иванова. Първоначално живее в Гълъбово, след развода на родителите си при своите баба и дядо в Пет могили, Новозагорско, а след това за известно време в Хисаря. През 1994 година се връща в Гълъбово и учи в Техникума по енергетика и електротехника.

### Начало и първи успехи
Още като ученичка през 1996 година Десислава Донева изпълнява повечето песни в албума „Солисти“ на фолклорния Оркестър „Раднево“. Албумът е записан от музикалния издател „Пайнер“, с когото малко по-късно тя сключва договор като самостоятелен изпълнител, преориентирайки се жанрово към попфолка.
„Пайнер“ издават първите четири самостоятелни албума на Деси Слава – „Нямам проблеми“ (1998), „Ези тура“ (2000), „Завинаги“ (2001) и „Мистерия“ (2002).

### „НюМюзик Старс“
В края на 2003 година Десислава Донева основава собствения лейбъл „НюМюзик Старс“, който си поставя за цел да промотира млади изпълнители, като през следващите години той издава и нейната продукция. През 2004 година излиза първият ѝ албум с новия лейбъл – „Любовта е само чувство“. През 2005 година излиза и албумът „Гореща следа“.
През 2007 година участва в националното турне на „Комиците“ и също така провежда концерт в престижния лондонски джаз клуб Сохо Ревю.[неблагонадежден източник - 12:38, 18 август 2025 (UTC)]

През 2008 година испанският клон на „Юнивърсъл Мюзик“ издава песента ѝ Never end в стил евро денс.
2009 г.
В разгара на лятото певицата и Играта представят видеоклип, към парчето „Не спирай“. Певицата прави промоция на албума „Послушай сърцето си“ в клуб „Sin City“, който се намира в София. В края на месец септември Деси Слава представя парчето „Не можем без тях“. В края на годината излиза последният клип от албума „Най-добрия“. Песента "My pleasure, my pain" се излъчва ефира на MTV и попада под номер осем в World Chart Express.

### 2010 – 2013: „Slavatronica“
2010 г.
През месец май в интернет се появява новата песен на певицата – „Искам те пак“, а видеото излиза на 20 юли. Десислава изненадва всички със смелия си ход да направи собствена телевизия. Името на медията е „DSTV“ – кръстена на самата нея. В разгара на лятото изтича новата песен в интернет на певицата – „С острието поиграй“. През декември певицата промотира песента „Забранен“. Деси Слава пее с Русенска и Бургаска филхармония
2011 г.
На 19 февруари в мрежата се пуска песента „Пленница на любовта“, а видеото се появява през март. На наградите на сп. „Нов фолк“ певицата представя чисто нова песен, озаглавена „Най-неправилният мъж“, а видеото се появява на 1 май. Във видеото участие взе приятелят на Деси Слава – Зарко. На 8 юли певицата закрива своята телевизия „DS TV“, за да се отдаде изцяло на кариерата си. Певицата взима участие в лятното турне на Фен ТВ. На 7 октомври в интернет от ново изтича новата песен на певицата със заглавие „Прекали“, която е съвместна с Шушано.
Филмът „Малък-Голям“ в който участва певицата спечели награда „Златна роза“. През 2011 е издаден сингълът "Kalino mome" от Деси Слава и Бой Джорж. Песента е прогресив хаус стил с етно вокали.
2012 г.
В края на месец януари певицата промотира песента „Готова“. Певицата участва в Евровизия 2012 и в Балканските награди "Media Music Awards". Деси Слава играе в 3. сезон на филма „Столичани в повече“. На 19 април в мрежата се появява дуетът на Деси Слава и Тони Стораро, към песента „Не искам без теб“. Видеото към песента излиза в средата на месец март. В края на месец май изтича новата песен на певицата – „Моето друго аз“. Видеото излиза в началото на лятото
В края на месец септември в интернет изтича песента „Мръсни поръчки“. Видеото излиза на екран в началото на декември.
2013 г.
В началото на месец март излиза видеото към песента „Усещам“. В разгара на лятото излиза видеото към песента „Пусни го пак“, която е трио с Манди и Устата. В края на октомври излиза видеоклип, към песента „Аз и ти“, която е в дует с Алек Сандър. В началото на декември в интернет изтича песента „Грим по дланите“.

### 2014 – 2020: Завръщане в„Пайнер“
2014 г.
В края на месец март излиза видеото към песента „Моето зайче“. Деси Слава става жури в 3 сезон на „Гласът на България“. През ноември певицата отново се завръща във фирма „Пайнер“. В празничната програма на ТВ Планета Деси Слава представя новата си песен „Не издържам“.
2015 г.
Певицата промотира новия си сингъл „Не го прави“ на 13 Годишни музикални награди на ТВ „Планета“, а видеоклипът се появи на 1 март. На 21 март излиза новият клип на Константин към баладата „Болка в минути“ в която участие взе певицата. В края на месец май излиза видеото към първия дует на Деси Слава и Галена към сингъла „В твоите очи“. На 11 юни по случай концерта „25 години Пайнер“ заедно с Галена, Преслава, Емилия, Анелия и Цветелина Янева представят нов вариант на популярната народна песен „Лале ли си, зюмбюл ли си“. Месец по-късно на 9 юли излиза видеоклип на добруджанската народна песен. През лятото певицата представя парчето „Започваме на чисто“. В началото на септември певицата взе участие в песента на Константин „От утре ще е друго“.
На 12 декември излиза последното видео на певицата за годината към песента „Смени паролата си“. Деси Слава влиза в къщата на Big Brother All Stars и излиза победител.
2016 г.
В края на месец януари певицата и Галин представят видеоклип към първото си съвместно парче, озаглавено „Нека да е тайно“. На 1 април Устата представя парчето „Чужда стая“ в което участие взе Деси Слава. В края на месеца излиза новата песен с клип на Коста Марков в която участие вземат Деси Слава и Галена. Месец по-късно певицата представя видеоклип към баладата „В друг живот“. На 31 май по случай концертът Земьо Българска Орфеева Деси Слава изпълни песента „Милкина младост“. В разгара на лятото Деси Слава промотира парчето „Отново се родих“. В края на лятото излиза новата песен на Джордан – „Златото ми“, в която участие взе певицата. През есента певицата представя видеото към парчето „И на всички като тебе“. В края на годината Деси Слава представя баладата „И това ще преживея“.
През 2020 г. Деси Слава напуска „Пайнер“ за втори път и преминава към самопродуциране. Певицата участва в предаването „Маскираният певец“ под маската на Макарона.    18 Ноември Десислава съобщи, че вече е част от музикалната компания на Йорданчо Василковски – Оцко Hit Mix Music и на 28-ми Декември пуска първата си песен в компанията! Баладата “Поне един живот”

### 2021 –: Ново начало
През 2021 г. е сред изпълнители в концерта на София Прайд.
През 2025 г. е обявено националното фолклорно турне на Деси Слава под наслов „България в душата ми“ в градовете Бургас, Велико Търново, Плевен, Добрич, Стара Загора, Пловдив, Русе, София и Варна.

## Дискография

### Студийни албуми
- Нямам проблеми (1998)[78]
- Ези-тура (2000)[79]
- Завинаги (2001)[80]
- Мистерия (2002)[81]
- Любовта е само чувство (2004)[82]
- Together (дуетен с Азис) (2004)[83]
- Гореща следа (2005)[84]
- Сладки сънища (2006)[85]
- Послушай сърцето си (2009)[86]

### Компилации
- The Best of Desi Slava (2004)[87]

### Микс албуми
- Весела Коледа с Деси Слава и Пайнер (2002)

### Други албуми
- Десислава и солисти на орк. Раднево (1996)[88]
- Estoy aquÍ (2007)
- Slavatronica (2011)[89]

### Видео албуми
- Бели нощи (2000)
- Together (дуетен с Азис) (2004)[90]
- Десислава (2005)[91]

## Награди
| Година | Получател              | Награда                                                                     |
| ------ | ---------------------- | --------------------------------------------------------------------------- |
| 1994   | Деси Слава             | Първа награда на фолклорен конкурс „Славейче“                               |
| 1995   | Деси Слава             | Първа награда на фолклорен фестивал „Петкана Захариева“                     |
| 1996   | Деси Слава             | Голямата награда на фолклорен фестивал „Вълкана Стоянова“                   |
| 1999   | Деси Слава             | Награда за живо изпълнение („Златен мустанг“)                               |
| 2000   | Деси Слава             | Награда на „Световен шампионат на изкуствата“ в Холивуд (САЩ)               |
| 2000   | „Мъжете всичко искат“  | Хит на годината                                                             |
| 2000   | „Бели нощи“            | Награда на публиката („Тракия фолк“)                                        |
| 2000   | „Бели нощи“            | Награда на журито („Тракия фолк“)                                           |
| 2000   | Деси Слава             | Певица на годината („Хит коктейл“)                                          |
| 2000   | „Мила моя, мили мой“   | Хит на годината („Хит коктейл“)                                             |
| 2000   | „Ези-тура“             | Албум на годината („Хит коктейл“)                                           |
| 2000   | „Ези-тура“             | Албум на годината (Годишни награди на „Нов Фолк“)                           |
| 2000   | „Бели нощи“            | Песен на годината (Годишни награди на „Нов Фолк“)                           |
| 2000   | Деси Слава             | Певица на годината (Годишни награди на „Нов Фолк“)                          |
| 2002   | Деси Слава             | Изпълнител на годината (Зрителска класация на „Планета ТВ“)                 |
| 2002   | Деси Слава             | Певица на годината (Годишни музикални награди на „Планета ТВ“)              |
| 2002   | Деси Слава             | Певица на годината (Годишни награди на „Нов Фолк“)                          |
| 2002   | „Мистерия“             | Албум на годината (Годишни награди на „Нов фолк“)                           |
| 2002   | „Две сърца“            | Най-добър клип (Годишни награди на „Нов фолк“)                              |
| 2004   | „Жадувам“              | Най-добър клип (Годишни награди на „Нов Фолк“)                              |
| 2004   | „Бъди добро момче“     | Клип на годината (Годишни наради на Мело ТВ Мания)                          |
| 2005   | „Казваш, че ме обичаш“ | Дуетна песен на годината (Годишни награди на „Нов Фолк“)                    |
| 2006   | „Някой ден“            | Видеоклип на годината (Годишни награди „Нов Фолк“)                          |
| 2006   | Деси Слава             | Тяло на Блясък (Годишни награди на списание „Блясък“)                       |
| 2007   | Деси Слава             | Най-сексапилната жена в България (Сп."FHM")                                 |
| 2007   | Деси Слава             | Най-добро изпълнение на живо (Годишни награди „Нов Фолк“)                   |
| 2008   | „Някой ден“            | Най-добра балада (Годишни награди на радио „Романтика“)                     |
| 2009   | „Бели нощи“            | Песен на десетилетието (Юбилейни награди „Нов Фолк“ (1998 – 2008))          |
| 2011   | „Забрави за мен“       | Вечна балада (Годишни награди на радио „Романтика“)                         |
| 2011   | Деси Слава             | Най-добра корица (Първи годишни награди на мъжко списание Mr. BiG)          |
| 2012   | Деси Слава             | Най-добър глас (Годишни награди на радио „Романтика“)                       |
| 2013   | Деси Слава             | Награда на град Раднево за личност със значим принос за развитието на града |
| 2015   | Деси Слава             | Любима риалити звезда на България (Big Brother All Stars 2015)              |
| 2015   | Деси Слава             | Дуетна песен на годината (Годишни музикални награди на „Планета ТВ“)        |
| 2015   | Деси Слава             | Цялостен принос – Signal.bg (Годишни музикални награди на „Планета ТВ“)     |
| 2018   | Деси Слава             | Майка на годината (The 1 Lifestyle Awards)                                  |
| 2024   | Деси Слава             | Изключителни постижения в българската популярна музика                      |

## Филмография
- 2011 г. „Рио“[100][101] (филм 3D анимация) – саундтрак, вокал в бг версиите на песните на: Джуал
- 2011 г. „Малък-голям“[102][103] (филм, режисьор Ясен Григоров) – роля: Деси Слава
- 2012 г. „Столичани в повече“[104][105] (тв сериал, bTV) – сезон 3, епизод 5 – роля: Вяра Тонева
- 2013 г. „Sex, Лъжи & TV: 8 дни в седмицата“[106] (тв сериал, TV7) – сезон 1, епизоди 10 и 16 – камео: Деси Слава
- 2023 г. „Софѝя вкъщи“[107][108][109][110] (тв сериал, bTV, режисьор Ясен Григоров) – сезон 1, епизод 1 – камео: г-жа Десислава Донева